# Nagroda za scenografię na Festiwalu Polskich Filmów Fabularnych
Nagroda za scenografię na Festiwalu Polskich Filmów Fabularnych przyznawana jest od początku istnienia festiwalu.
Najwięcej, sześciokrotnie wygrywał Andrzej Przedworski. Trzykrotnie otrzymali ją: Katarzyna Sobańska, Marcel Sławiński i Wojciech Żogała, a dwukrotnie: Tadeusz Kosarewicz, Andrzej Kowalczyk, Janusz Sosnowski, Andrzej Haliński, Przemysław Kowalski, Anna Wunderlich i Jagna Janicka. W 1987 r. nagrodę przyznano sześciu osobom.
Nagroda wynosi 12 tysięcy złotych.

## Laureaci nagrody

### 1974–1980
- 1974: nagroda ex-aequo
  - Jerzy Skarżyński – Sanatorium pod Klepsydrą
  - Andrzej Płocki – Sanatorium pod Klepsydrą
- 1975: Tadeusz Kosarewicz – Ziemia obiecana
- 1976: Bolesław Kamykowski – Zielone, minione...
- 1977: nagrody nie przyznano
- 1978: Teresa Barska – Wśród nocnej ciszy
- 1979: nagroda ex-aequo
  - Allan Starski – Panny z Wilka
  - Maria Osiecka-Kuminek – Panny z Wilka
- 1980: Andrzej Kowalczyk – Wizja lokalna 1901

### 1981–1990
- 1981: Andrzej Przedworski – Gorączka oraz Wahadełko
- 1982: festiwal nie odbył się
- 1983: festiwal nie odbył się
- 1984: Janusz Sosnowski – Seksmisja
- 1985: Andrzej Kowalczyk – O-bi, o-ba. Koniec cywilizacji
- 1986: Andrzej Przedworski – Osobisty pamiętnik grzesznika przez niego samego spisany
- 1987: nagroda ex-aequo
  - Jerzy Sajko – Cudowne dziecko
  - Andrzej Przedworski – Cudowne dziecko
  - Andrzej Haliński – Cudowne dziecko
  - Violette Daneau − Cudowne dziecko
  - Ewa Braun − Cudowne dziecko
  - Michał Sulkiewicz – Cudowne dziecko
- 1988: Janusz Sosnowski – Kingsajz
- 1989: nie przyznano nagród regulaminowych
- 1990: Andrzej Przedworski – Pożegnanie jesieni

### 1991–2000
- 1991: Barbara Komosińska – In flagranti
- 1992: nagroda ex-aequo 
  - Paweł Mirowski – Kawalerskie życie na obczyźnie
  - Albina Barańska – Kawalerskie życie na obczyźnie
- 1993: Andrzej Przedworski – Pożegnanie z Marią
- 1994: Tadeusz Kosarewicz – Cudowne miejsce
- 1995: Andrzej Przedworski – Łagodna oraz Horror w Wesołych Bagniskach
- 1996: nagroda ex-aequo
  - Anna Wunderlich – Poznań 56
  - Przemysław Kowalski – Poznań 56
- 1997: Przemysław Kowalski – Kroniki domowe
- 1998: Monika Uszyńska – Małżowina
- 1999: Andrzej Haliński – Ogniem i mieczem
- 2000: Michał Hrisulidis – Daleko od okna

### 2001–2010
- 2001: Anna Wunderlich – Przedwiośnie
- 2002: Wojciech Żogała – Edi
- 2003: Ewa Jakimowska – Zmruż oczy
- 2004: Andrzej Rafał Waltenberger – Cudownie ocalony
- 2005: Wojciech Żogała – Mistrz
- 2006: Joanna Doroszkiewicz – Jasminum
- 2007: Magdalena Dipont − Jutro idziemy do kina
- 2008: Marek Zawierucha − Cztery noce z Anną
- 2009: Elwira Pluta − Magiczne drzewo oraz Wszystko, co kocham
- 2010: Joanna Macha − Wenecja

### 2011–2020
- 2011: Katarzyna Sobańska i Marcel Sławiński − Młyn i krzyż
- 2012: Erwin Prib, Katarzyna Sobańska i Marcel Sławiński − W ciemności
- 2013: Katarzyna Sobańska i Marcel Sławiński − Ida
- 2014: Wojciech Żogała − Bogowie
- 2015: Jagna Janicka – Hiszpanka
- 2016: Tomasz Bartczak i Andrzej Kowalczyk – Szczęście świata
- 2017: Marek Warszewski – Najlepszy
- 2018: Jagna Janicka – Kler
- 2019: Grzegorz Piątkowski – Obywatel Jones